# Normativa energètica internacional
La normativa energètica internacional és el marc normatiu que s'ha acordat entre la majoria de països del món per regular l'ús de l'energia a escala internacional. El règim més estretament relacionat amb la potenciació de l'ús dels agrocombustibles és el Protocol de Kyoto. En un context de gran preocupació pel canvi climàtic i per l'efecte dels gasos amb efecte d'hivernacle sobre els patrons de temperatura del planeta, l'aparició dels agrocombustibles es veu com una via d'aconseguir millores pel que fa a les emissions de gasos amb efecte d'hivernacle i arribar als objectius adquirits en el marc de Kyoto.